# غرانت ليدبيتر
غرانت ليدبيتر (7 يناير 1986 في المملكة المتحدة - ) (بالإنجليزية: Grant Leadbitter)‏ هو لاعب كرة قدم بريطاني في مركز الوسط. شارك مع منتخب إنجلترا تحت 16 سنة لكرة القدم ومنتخب إنجلترا تحت 17 سنة لكرة القدم ومنتخب إنجلترا تحت 19 سنة لكرة القدم ومنتخب إنجلترا تحت 20 سنة لكرة القدم ومنتخب إنجلترا تحت 21 سنة لكرة القدم. أما مع النوادي، فقد لعب مع إيبسويتش تاون ونادي روذرهام يونايتد ونادي سندرلاند ونادي ميدلزبره.

## وصلات خارجية
- غرانت ليدبيتر على موقع إي إس بي إن إف سي (الإنجليزية)
- غرانت ليدبيتر على موقع قاعدة بيانات كرة القدم.إي يو (الإنجليزية)
- غرانت ليدبيتر على موقع Soccerbase.com (لاعب) (الإنجليزية)
- غرانت ليدبيتر على موقع Soccerway.com (الإنجليزية)
- غرانت ليدبيتر على موقع عالم كرة القدم.نت (الإنجليزية)
- غرانت ليدبيتر على موقع AS.com (الإسبانية)